# Arctosippa
Arctosippa là một chi nhện trong họ Lycosidae.